# Гряково
Гряково (укр. Грякове) — село,
Гряковский сельский совет,
Чутовский район,
Полтавская область,
Украина.
Код КОАТУУ — 5325481201. Население по переписи 2001 года составляло 672 человека.
Является административным центром Гряковского сельского совета, в который, кроме того, входят сёла
Дондасовка и
Новое Гряково.

## Географическое положение
Село Гряково находится на берегу реки Орчик,
выше по течению примыкает село Новое Гряково,
ниже по течению на расстоянии в 2 км расположено село Ольховатка.

## Экономика
- Молочно-товарная ферма.
- ЧП «Гряково».
- Кооператив «Орчик».

## Объекты социальной сферы
- Школа.